# Botín de Oro Fair Play Store
El Botín de Oro Fair Play Store fue un trofeo individual otorgado, desde el año 2006 hasta el 2014, por la Revista de Primera al mayor goleador de los torneos organizados por la Liga del Fútbol Profesional Boliviano.
Debido a la ausencia de un reconocimiento por parte de la LFPB en años anteriores, se llegó a un acuerdo para oficializar este premio con la revista boliviana De Primera, además del patrocinio de la marca Fair-Play Store.
El premio fue creado en 2006, para premiar al mayor goleador de los torneos de máxima categoría disputados en Bolivia. A partir de 2008 y hasta 2010 también se toma en cuenta los Play-offs, torneo paralelo de la LFPB.
El jugador que más veces lo ganó fue el uruguayo William Ferreira (2).
El año 2014, en su última gala de premiación se entregó el trofeo a Víctor Hugo Antelo, Juan Carlos Sánchez Frías, Berthy Suárez, Guillermo Álvaro Peña y Joaquín Botero, anteriores goleadores del campeonato boliviano.

## Historial
| Año     | Futbolista       | Nacionalidad | Goles | Club              | Ref.  |
| ------- | ---------------- | ------------ | ----- | ----------------- | ----- |
| 2006    | Alfredo Jara     | Paraguay     | 34    | Real Potosí       |       |
| 2007    | Juan Maraude     | Argentina    | 23    | Real Mamoré       |       |
| 2008    | Álex da Rosa     | Brasil       | 21    | San José          | [ 1 ] |
| 2009    | William Ferreira | Uruguay      | 29    | Bolívar           |       |
| 2010    | William Ferreira | Uruguay      | 33    | Bolívar           | [ 2 ] |
| 2011-12 | Gualberto Mojica | Bolivia      | 25    | Oriente Petrolero |       |
| 2012-13 | Carlos Saucedo   | Bolivia      | 38    | San José          | [ 3 ] |